# Lycaste
Genre
Lycaste est un genre de plantes pérennes de la famille des Orchidaceae.
Les espèces se trouvent du Mexique, en Amérique du Nord, en Amérique centrale et jusqu'en Amérique du Sud.

## Liste d'espèces
Selon World Checklist of Selected Plant Families (WCSP) (8 juin 2010) :
- Lycaste angelae Oakeley, Lycaste, Ida (2008)
- Lycaste aromatica (Graham) Lindl. (1843)
- Lycaste bradeorum Schltr. (1923)
- Lycaste brevispatha (Klotzsch) Lindl. & Paxton (1852)
- Lycaste bruncana Bogarín (2007)
- Lycaste campbellii C.Schweinf. (1949)
- Lycaste × cobani Oakeley, Lycaste, Ida (2008)
- Lycaste cochleata Lindl. (1851)
- Lycaste consobrina Rchb.f. (1852)
- Lycaste crinita Lindl. (1844)
- Lycaste cruenta (Lindl.) Lindl. (1843)
- Lycaste crystallina Wubben ex Oakeley, Lycaste, Ida (2008)
- Lycaste × daniloi Oakeley, Lycaste, Ida (2008)
- Lycaste deppei (Lodd. ex Lindl.) Lindl. (1843)
- Lycaste × donadrianii Tinschert ex Oakeley, Lycaste, Ida (2008)
- Lycaste dowiana Endres & Rchb.f., Gard. Chron., n.s. (1874)
- Lycaste fuscina Oakeley, Lycaste, Ida (2008)
- Lycaste × groganii E.Cooper (1931)
- Lycaste guatemalensis Archila, Revista Guatemal. (1999)
- Lycaste × imschootiana L.Linden & Cogn. (1893)
- Lycaste lasioglossa Rchb.f. (1872)
- Lycaste leucantha (Klotzsch) Lindl. (1851)
- Lycaste × lucianiana Van Imschoot & Cogn. (1883)
- Lycaste luminosa Oakeley (1991)
- Lycaste macrobulbon (Hook.) Lindl. (1851)
- Lycaste macrophylla (Poepp. & Endl.) Lindl. (1842)
- Lycaste measuresiana (B.S.Williams) Oakeley (2007)
- Lycaste × michelii Oakeley (1993)
- Lycaste × niesseniae Oakeley (2007)
- Lycaste occulta Oakeley (2007)
- Lycaste panamanensis Fowlie ex Oakeley, Lycaste, Ida (2008)
- Lycaste × panchita Tinschert ex Oakeley, Lycaste, Ida (2008)
- Lycaste powellii Schltr. (1922)
- Lycaste puntarenasensis (Fowlie) Oakeley (2007)
- Lycaste × sandrae Oakeley, Lycaste, Ida (2008)
- Lycaste schilleriana Rchb.f. (1855)
- Lycaste skinneri Lindl. (1843)
- Lycaste × smeeana Rchb.f., Gard. Chron., n.s. (1883)
- Lycaste suaveolens Summerh. (1931)
- Lycaste tricolor Rchb.f. (1863)
- Lycaste viridescens (Oakeley) Oakeley (2007)
- Lycaste xanthocheila (Fowlie) Oakeley (2007)
- Lycaste xytriophora Linden & Rchb.f. (1872)

Selon ITIS (8 juin 2010) :
- Lycaste barringtoniae (Sm.) Lindl.